# Änge
Änge – miejscowość (tätort) w Szwecji, w regionie administracyjnym (län) Jämtland, w gminie Krokom.
Według danych Szwedzkiego Urzędu Statystycznego liczba ludności wyniosła: 322 (31 grudnia 2015), 340 (31 grudnia 2018) i 338 (31 grudnia 2019).